# Калифон (Њу Џерзи)
Калифон (енгл. Califon) град је у америчкој савезној држави Њу Џерзи.

## Демографија
По попису из 2010. године број становника је 1.076, што је 21 (2,0%) становника више него 2000. године.
| Група             | 2000.         | 2010.         |
| Белци             | 1.036 (98,2%) | 1.023 (95,1%) |
| Афроамериканци    | 0 (0,0%)      | 3 (0,3%)      |
| Азијати           | 8 (0,8%)      | 9 (0,8%)      |
| Хиспаноамериканци | 5 (0,5%)      | 14 (1,3%)     |
| Укупно            | 1.055         | 1.076         |